# Studio Barnhus
Studio Barnhus är ett svenskt dj-kollektiv, skivbolag och musikstudio. Det grundades 2009 av Axel Boman, Kornél Kovács och Petter Nordkvist och ägnar sig åt alternativ dansmusik.
År 2018 uppskattades det att Studio Barnhus sammanlagt gett ut ett sextiotal album, tolvor och sjuor.
År 2021 nominerades Studio Barnhus till Nordiska rådets musikpris. Samma år nominerades de till Årets elektro/dans vid Grammisgalan.